# 안드리 시델니코우
안드리 아나톨리요비치 시델니코우(우크라이나어: Андрій Анатолійович Сідельніков, 러시아어: Андре́й Анато́льевич Сиде́льников 안드레이 아나톨리예비치 시델니코프[*], 1967년 8월 27일~)는 소련과 우크라이나의 축구인으로 선수 시절 수비수, 미드필더로 활동했다. 1995년부터 1996년까지 K리그의 전남 드래곤즈에서 활동했으며 K리그 등록명은 안드레이이다.
1984년 드니프로 드니프로페트로우스크에서 프로 선수 경력을 시작해 SG 바텐샤이트 09, 전남 드래곤즈, PFC CSKA 모스크바 등에서 활동했다. 소련 U-21 축구 국가대표팀 소속으로 1990년 UEFA U-21 축구 선수권 대회에 출전해 대회 우승을 달성했고 3득점을 기록하며 다보르 슈케르와 함께 공동 득점왕에 올랐다. 이후 1990년 소련 축구 국가대표팀에 데뷔해 소련 국가대표 소속으로 2경기에 출전했다.

## 통산 기록

### 국가대표팀 기록
| # | 날짜             | 장소           | 홈 팀             | 최종 결과 | 원정팀 | 대회      | 득점 | 비고 |
| - | ---------------- | -------------- | ----------------- | --------- | ------ | --------- | ---- | ---- |
| 1 | 1990년 11월 23일 | 포트오브스페인 | 트리니다드 토바고 | 0 - 2     | 소련   | 친선 경기 | -    | 46′  |
| 2 | 1990년 11월 30일 | 과테말라시티   | 과테말라          | 0 - 3     | 소련   | 친선 경기 | -    | 46′  |